# Chenou
Chenou ist eine französische Gemeinde mit 295 Einwohnern (Stand: 1. Januar 2022) im Département Seine-et-Marne in der Region Île-de-France. Sie gehört zum Arrondissement Fontainebleau und zum Kanton Nemours.

## Geographie
Chenou liegt vier Kilometer westlich von Château-Landon und 14 Kilometer südlich von Nemours.

### Nachbargemeinden
| Maisoncelles-en-Gâtinais | Bougligny      |  |
|                          | Kompass        |  |
| Mondreville              | Château-Landon |  |

## Sehenswürdigkeiten
- Kirche Saint-Sulpice (Monument historique)

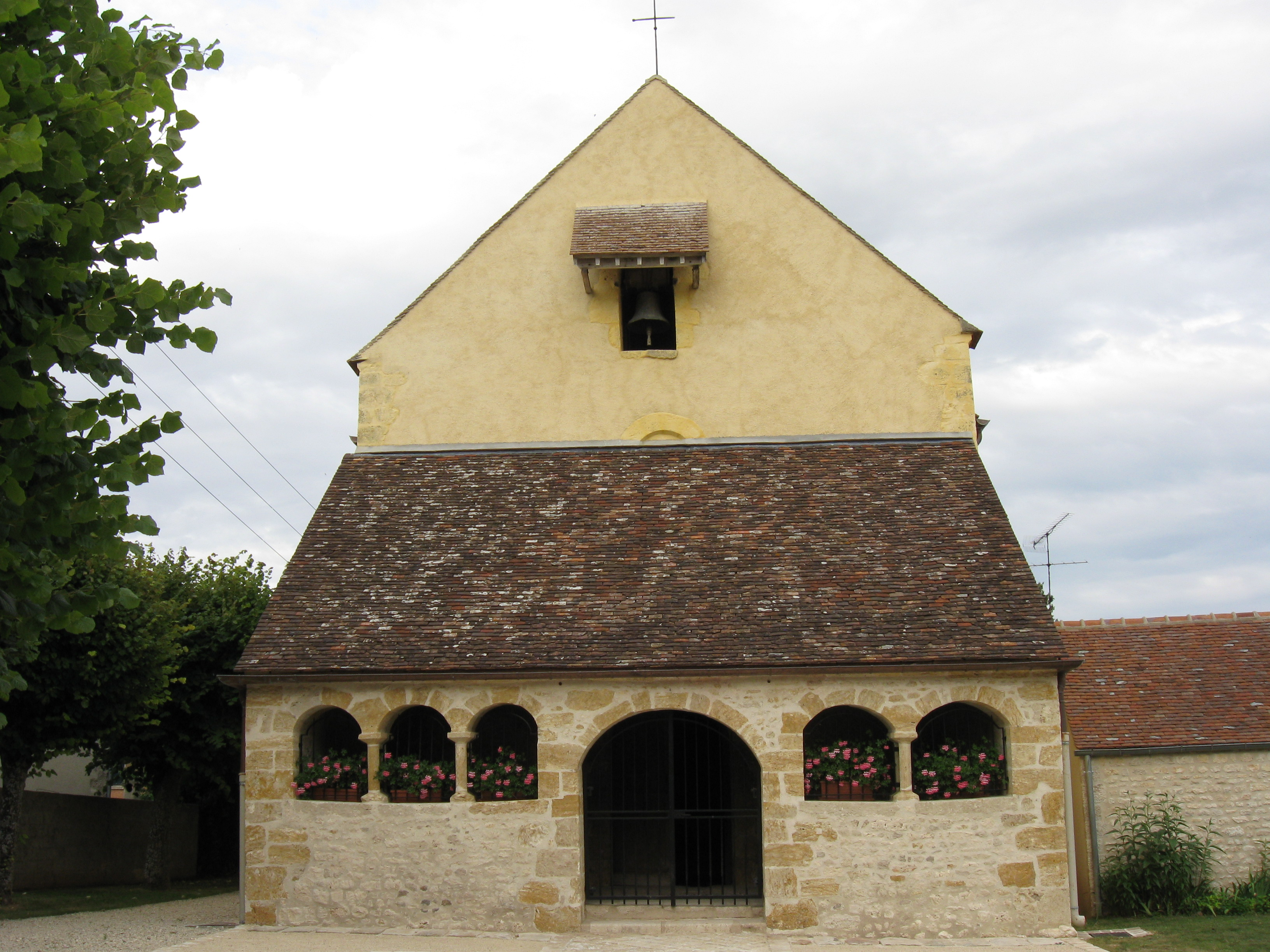
Kirche Saint-Sulpice